# Chuanqilong chaoyangensis
Chuanqilong chaoyangensis es la única especie conocida del género extinto Chuanqilong ("legendario  dragón de Chaoyang") de  dinosaurio tireóforo anquilosáurido que vivió a mediados del período Cretácico durante el aptiense hace aproximadamente entre 125 a 112 millones de años en lo que ahora es Asia. Sus restos fósiles, un individuo inmaduro bastante completo aunque muy fragmentado, parecieron en la formación Jiufotang, en la provincia de Liaoning, China. Es un taxón hermano de Liaoningosaurus. Media cerca de 4,5 metros de largo y su peso se estima en unos 450 kilogramos.

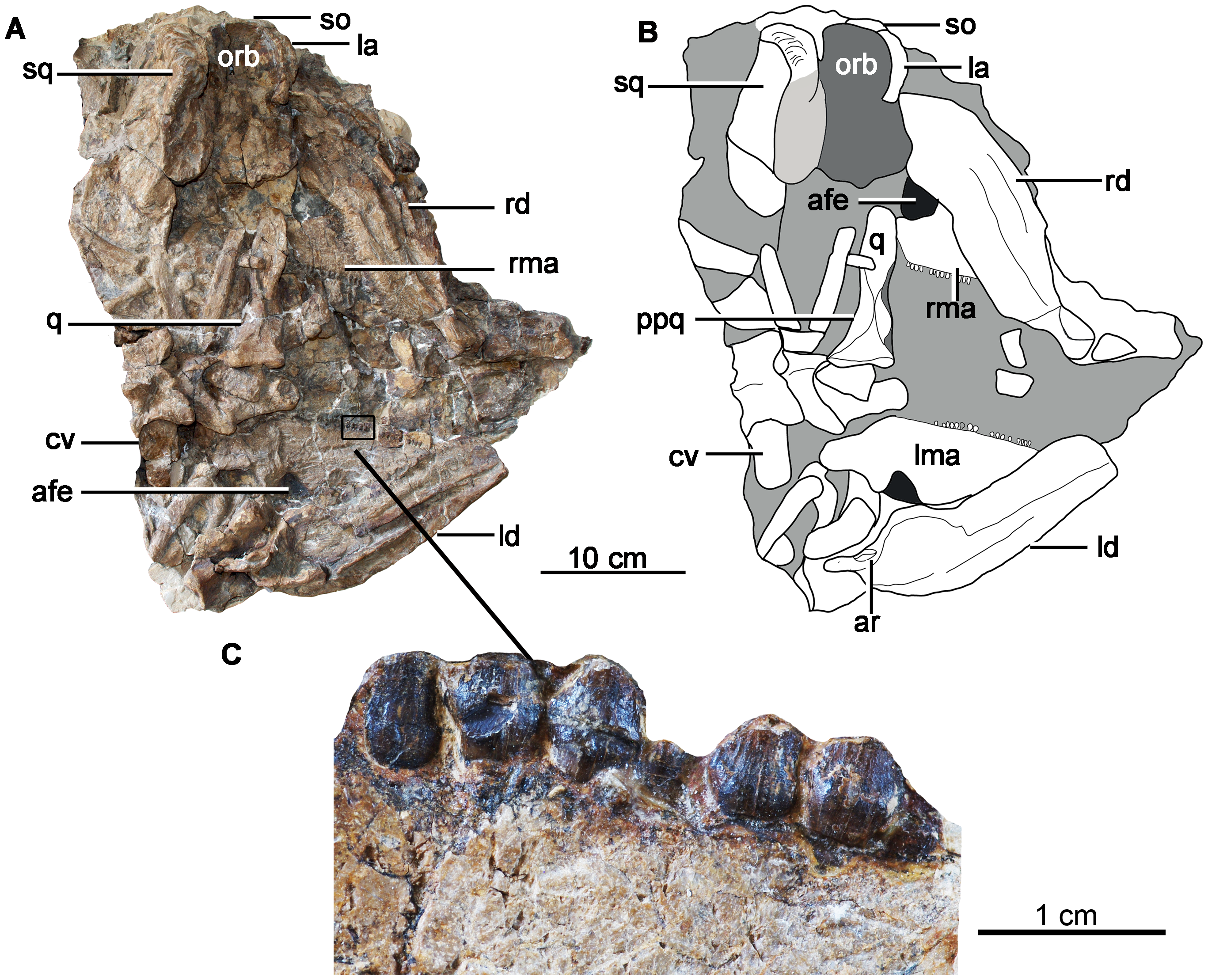
Cráneo y mandíbula.